# Signetics 2637

Piedinatura del Signetics 2637.

Il Signetics 2637 Universal Video Interface è un chip NMOS prodotto dalla Signetics a partire dagli anni '70 che espleta le funzionalità di processore video. Questo integrato è stato progettato per poter lavorare in coppia con la CPU 2650 o 2650A; infatti i due processori sono alla base di una famiglia di console dalle caratteristiche simili comprendente anche l'Arcadia 2001.
Il funzionamento del chip è principalmente gestito attraverso bus: il bus dati ed il bus degli indirizzi. Questo modo di funzionamento permette al chip 2637 di accedere/usare la RAM del sistema ed alla CPU di leggere lo stato interno del 2637 mappato direttamente in memoria (per esempio per conoscere lo stato delle collisioni oggetto/oggetto od oggetto/carattere).
Il chip, oltre alle funzionalità grafiche, permetteva una generazione del sonoro a due canali (uno sonoro ed uno con generatore di rumore) e la trasformazione in digitale di ingressi analogici.
Un'alternativa al chip, sempre di Signetics, con capacità più primitive era l'utilizzo del chip 2636 Programmable Video Interface. L'accoppiata 2650/2636 è anch'essa alla base di un altro insieme di console meno performanti rispetto al 2650/2637: 1292 Advanced Programmable Video System e Interton VC4000. Una delle caratteristiche migliorative, rispetto al predecessore 2636, è la generazione e gestione del set di caratteri (grafici e di testo) e una generazione sonora più configurabile.

## Caratteristiche tecniche
- 13/26 righe per 16 colonne di caratteri
- 40 caratteri alfanumerici
- 16 caratteri per il background
- 8 caratteri definibili da programma
- 64 caratteri grafici (40+16+8)
- 8 Codici di colore programmabili (3bit)
- Due canali sonori: un generatore di rumore ed un generatore di suoni; controllo del volume da programma
- 4 oggetti (sprite) residenti in RAM con forma, dimensioni e posizioni definibili da programma
- Collisioni oggetto-oggetto e oggetto-carattere in hardware
- 4 I/O per leggere input analogici (da potenziometri)
- Alimentazione +5 volt
- Supporta standard video americano ed europeo
- Package da 40 piedini